# Abel Tasman

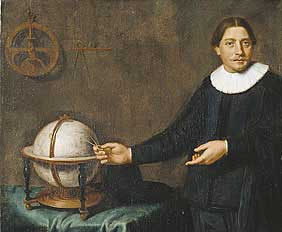
Abel Tasman, Ausschnitt aus einem Gemälde von Jacob Cuyp, 1637

Abel Janszoon Tasman (* 1603 in Lutjegast, Republik der Vereinigten Niederlande; † 10. Oktober 1659 in Batavia, Java) war ein niederländischer Seefahrer. Auf seinen Entdeckungsreisen umsegelte er den australischen Kontinent und erreichte am 13. Dezember 1642 als erster Europäer Neuseeland.
Nach ihm sind unter anderem die australische Insel Tasmanien (zuvor Van Diemen’s Land), die australische Tasman-Halbinsel, die Tasmansee zwischen Australien und Neuseeland, der Tasman Lake sowie der Abel Tasman National Park, der Tasman-Gletscher und die Tasman Bay in Neuseeland sowie der Asteroid (6594) Tasman benannt.

## Leben

### Leben in den Niederlanden
Abel Janszoon Tasman wurde 1603 im Dorf Lutjegast (Gemeinde Grootegast) geboren. Über seine Kindheit und Jugend ist wenig bekannt. Die erste überlieferte Aufzeichnung ist die Hochzeit Abels mit Jannetje Tjaerts im Jahr 1632. Früh verwitwet ging er eine zweite Ehe ein. Aus erster Ehe hatte er die Tochter Claesgen. Zu diesem Zeitpunkt lebte Tasman in der Amsterdamer Straße Teerketelsteeg als ein vaerentgesel (Matrose).

### Expeditionen

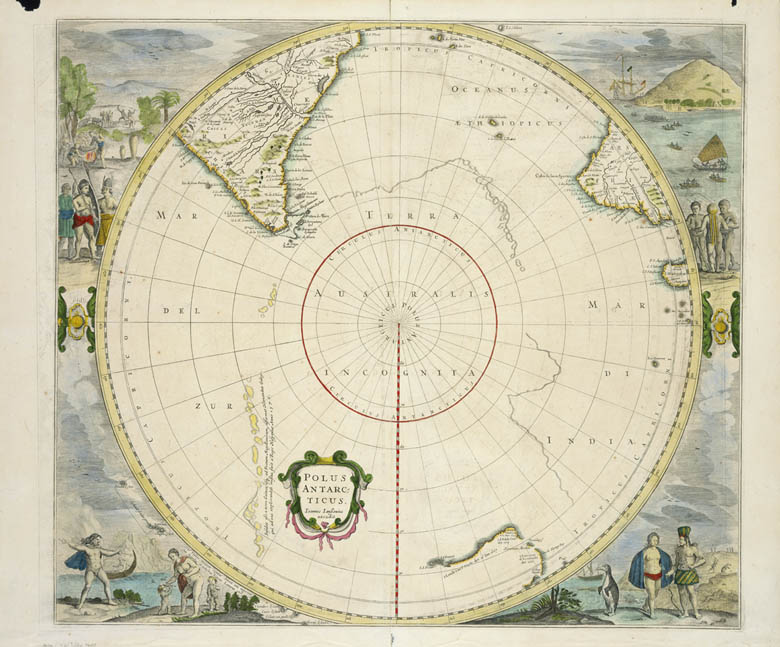
Karte des Südmeers vor den Entdeckungen Tasmans, Hendrik Hondius, um 1650

Ein Jahr später heuerte Tasman bei der Niederländischen Ostindien-Kompanie (Vereenigde Oostindische Compagnie, VOC) an. Er unterschrieb einen Vertrag über drei Jahre und segelte sogleich ostwärts.
Beim Abschluss seines zweiten Vertrages 1638, diesmal auf zehn Jahre, war Tasman bereits mit dem Kommando über das Schiff Engel betraut. Seine Frau begleitete ihn auf dieser Reise, die zum Handelsstützpunkt Batavia (heute Jakarta), ging. 1639 fuhr er zusammen mit Matthys Quast nach Japan und von da an ostwärts, wobei wahrscheinlich zum ersten Mal die Bonininseln berührt wurden.
Im Jahre 1642 entschloss sich die Niederländische Ostindien-Kompanie, Australien (siehe auch Geschichte Australiens) durch eine geplante Expedition zu erforschen. Tasmans erste Aufgabe war es, einen kurzen Seeweg in den Pazifik zu dem „Goldland Chile“ zu suchen, des Weiteren das damals unter dem Namen Neuholland bekannte Australien zu erforschen, dessen Westküste die Niederländer zuvor bereits entdeckt hatten, und um festzustellen, ob es Teil des vermuteten Kontinents Terra Australis sei. Die Niederländische Ostindien-Kompanie erhoffte sich die Erschließung neuer Handelsgebiete.

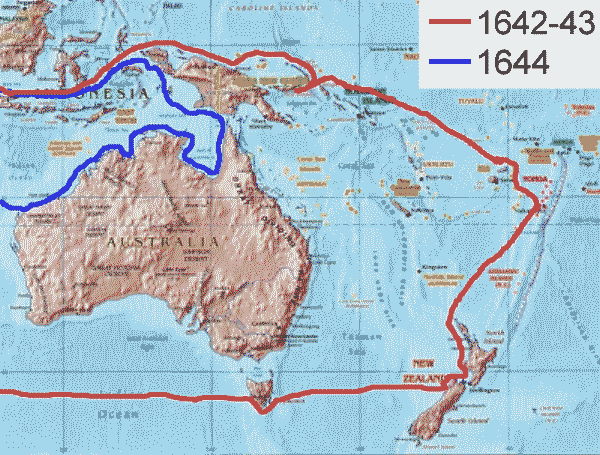
Routen der ersten (rot) und zweiten Expedition (blau)

Am 13. August 1642 brach Tasman von Batavia aus auf, um das Meer südlich von Indonesien nach dem sagenumwobenen Kontinent namens Terra Australis Incognita zu erforschen. Die Expedition verfügte über zwei Schiffe, ein kleines Kriegsschiff von 60 Tonnen namens „Heemskerck“ mit 60 Mann Besatzung und einen schmalen Dreimaster von 100 Tonnen und 50 Mann Besatzung, namens „Zeehaen“. An Bord war auch der berühmte Steuermann und Kartograf Frans (Franchoys) Jacobszoon Visscher. (Die „Heemskerck“ war benannt nach dem niederländischen Ort Heemskerk, möglicherweise auch nach Kapitän Jakob van Heemskerk, der zusammen mit Willem Barents eine Arktis-Expedition 1596–1598 unternahm, die eine Nordostpassage nach China erkunden sollte.)
Zunächst segelte er von Batavia westwärts nach Mauritius, um Holz aufzunehmen, und am 8. Oktober von dort weiter südlich als vorhergehende niederländische Expeditionen nach Osten. Dadurch verfehlte er vollständig Australien, erreichte jedoch am 24. November 1642 zum ersten Mal wieder Land mit Tasmanien, das er aber nicht als Insel erkannte. Er nannte das Land zunächst Van-Diemens-Land, nach Antonio van Diemen, dem damaligen Generalgouverneur von Niederländisch-Indien. Die späteren britischen Kolonialisten benannten sie jedoch nach Tasman.
Von Tasmanien aus segelten sie weiter ostwärts und erblickten am 13. Dezember als erste Europäer Neuseeland an der Westküste der Südinsel, zwischen den heutigen Orten Hokitika und Ōkārito. Er nannte das Land Staatenland. Tasman war sich zunächst nicht sicher, ob sie nicht auf die bereits entdeckte Westküste des heutigen Chile gestoßen waren, was aber schon wenige Monate später endgültig geklärt wurde und die Neuentdeckung Neuseelands bestätigte.
Der Tagebucheintrag Tasmans an diesem Tag war:

„Diesem Land gaben wir den Namen Staaten Land, zu Ehre der Hohen Majestät dem Staats-General, denn es könnte durchaus sein, dass dieses Land an Staaten Land [das heutige Chile] anschließt, obgleich dies nicht sicher ist. Das Land scheint ein wunderschönes Land zu sein und wir vertrauen darauf, dass dies die Festlandküste des unbekannten Südkontinents sei.“

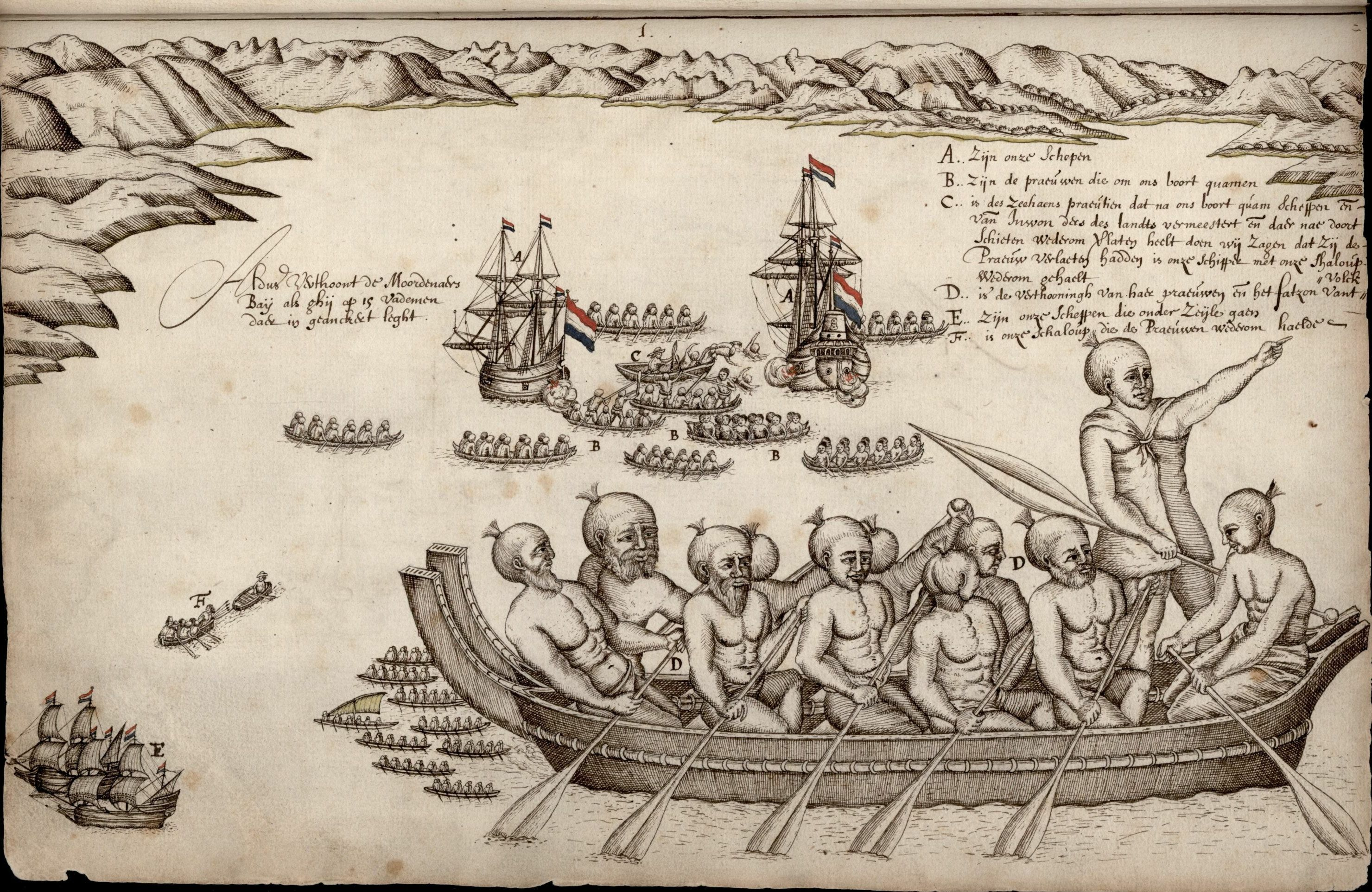
Tasman bei der Ankunft in „Murderer’s Bay“ (heute Golden Bay / Mohua), 18. Dezember 1642

Fünf Tage nach dieser Entdeckung beschloss die Expedition, einen ersten Landgang zu unternehmen, auch weil ihre Wasservorräte zur Neige gingen. Dazu suchten sie nach einem geeigneten Ankerplatz, den sie in der heutigen Golden Bay / Mohua auch fanden. In der Nacht nach dem ersten Erkundungsgang mit zwei Kleinbooten hatte Tasman den ersten Kontakt zu den Māori. Als erste Kommunikationsversuche fehlschlugen und auch am darauf folgenden Tag die Niederländer keine Möglichkeit fanden, mit den in Kanus herangefahrenen Māori zu sprechen, griffen diese ein Beiboot an, das gerade Nachrichten zwischen den Expeditionsschiffen überbrachte. Sie töteten 4 Matrosen und ruderten mit einer der Leichen an Land. Als Tasman sah, dass die Einheimischen, in großer Zahl am Ufer versammelt, einen Großangriff planten, zog er mit Kanonenfeuer aus der Bucht ab. Er nannte die Bucht ursprünglich Moordenaers Baij – „Mörderbucht“.
Von diesem Zwischenfall verschreckt, nahm die Expedition von weiteren Landgängen Abstand und segelte die Küste entlang nach Norden. Tasman ankerte erst wieder an der nördlichsten Spitze der Nordinsel Neuseelands und benannte das Kap Cape Marie van Diemen nach der Ehefrau des damaligen Generalgouverneurs von Batavia. Die davor liegenden Inseln wurden als die Drei-Königs-Inseln benannt, da Tasman sie an diesem Feiertag, dem 6. Januar, entdeckte.

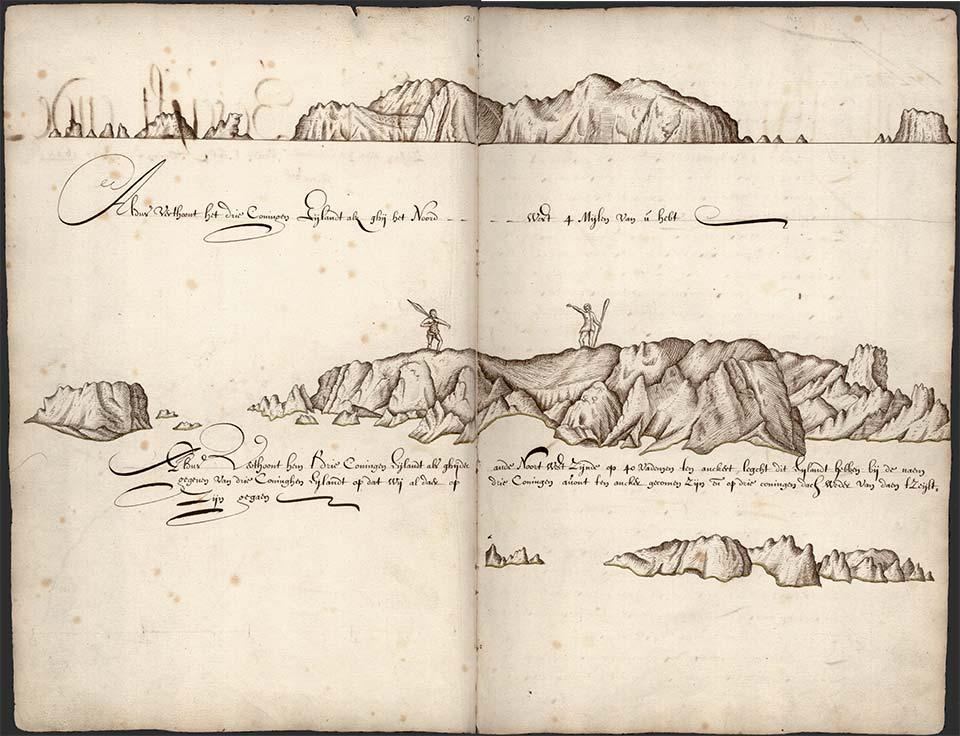
Zeichnung der Drei-Königs-Inseln, 1642

Ohne den Fuß auf Neuseelands Hauptinseln zu setzen, segelte Tasman weiter nach Norden und entdeckte 1643 die Tonga- und Fidschiinseln. Am 1. April stieß er mit seiner Expedition auf den Nordostrand des Bismarck-Archipels und traf dann am 14. Juni 1643 wieder in Jakarta ein.
Tasmans Auftraggeber waren mit der Expedition nicht zufrieden. Als Kaufleute waren sie an Handelsgütern und Bodenschätzen (Gold und Silber) interessiert. Nach dem Desaster in der „Mörderbucht“ hatte Tasman kaum noch Erkundungen an Land angestellt. Außerdem hatte er nicht geklärt, ob Neuguinea und Australien zusammenhängen oder ob dort eine Durchfahrt möglich ist.
1644 schickte ihn die Kompanie nochmals los – zum einen, um die Frage der Durchfahrt zu klären, und zum anderen, um die Nordwestküste Australiens – die heute Tasmanland genannte Region – zu kartografieren und um Bodenschätze und Naturgüter ausfindig zu machen. Tasman fuhr diesmal mit drei Schiffen und sandte eines gleich in den Golf von Carpentaria. Die der spanischen Seefahrt bereits seit 1606 bekannte, aber bis 1762 erfolgreich geheim gehaltene Torres-Straße wurde jedoch nicht entdeckt. Eine weitere Expedition nach Neuseeland war geplant, wurde aber aufgrund des Wiederausbruchs des Krieges mit Portugal gestrichen. Auch dieses Mal war die Ausbeute gering. Wertvolle Bodenschätze hatte Tasman nicht entdeckt. Er war zwar ein guter Seemann und Kartograf, aber Entdeckungsreisen an Land erschienen ihm offensichtlich zu gefährlich. So blieb es bei der Vermessung der Küsten.

### Weiteres Leben
Ende 1644 bekam Tasman für vier Jahre einen Ehrenposten als Mitglied des Gerichtshofes von Batavia. Er war dort für die Begutachtung von Logbüchern zuständig. 1646 schickte man ihn nach Ceylon, um die Handelsrouten holländischer Schiffe auszuwerten. 1647 fuhr er nach Siam (der alte Name Thailands), um Waren einzukaufen und um dem König Geschenke der Kompanie zu überreichen. 1648 wurde er als Kommandeur von acht Kriegsschiffen zu den Philippinen geschickt, um den Handel der Spanier zu stören und deren Stützpunkte anzugreifen. Die Aktion war zum Teil erfolgreich.
Ein Zwischenfall auf dieser Fahrt brachte ihn vor Gericht. Er verlor für ein Jahr seinen Rang und sein Gehalt und musste Schmerzensgeld an einen jungen Matrosen zahlen, den er „im Suff“ mit dem Tode bedroht hatte. Danach bekam er nur noch kleinere Aufträge. Aus Krankheitsgründen zog er sich bald darauf zurück.
Tasman starb 1659 im Alter von 56 Jahren. Sein Nachlass, von dem er einen Teil an die Armen seines Dorfes spendete, wurde hauptsächlich zwischen seiner Frau und seiner Tochter aus erster Ehe aufgeteilt.
Eine Würdigung seiner Leistung als Entdecker erfuhr er noch zu Lebzeiten. Nach 1648 erschienen in Amsterdam neue Karten und ein Globus, in die seine Kartografien eingetragen waren. Auch wurde ein Konzertmarsch nach ihm benannt.